# Гамбер (міст)
Міст Гамбер (англ. Humber Bridge) — міст в Англії через річку Гамбер поруч з Кінгстон-апон-Галл, є 5-м за величиною однопрогінним підвісним мостом у світі. Він охоплює Гамбер (естуарій, утворений річками Трент і Уз) між Бартоном-на-Гамбері на південному березі і Гезл на північному березі, поєднуючи Східний Йоркшир і Північний Лінкольншир.
У середньому мостом проїжджають 120 000 автомобілів на тиждень. Для легкового автомобіля проїзд в одну сторону коштує 2,70 фунтів (для вантажних автомобілів більше).

## Галерея

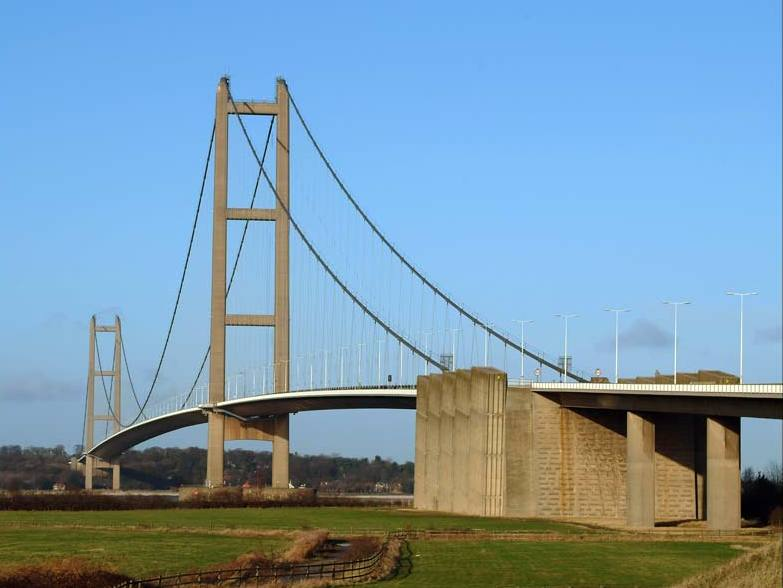
View from the south bank showing the curvature of the bridge
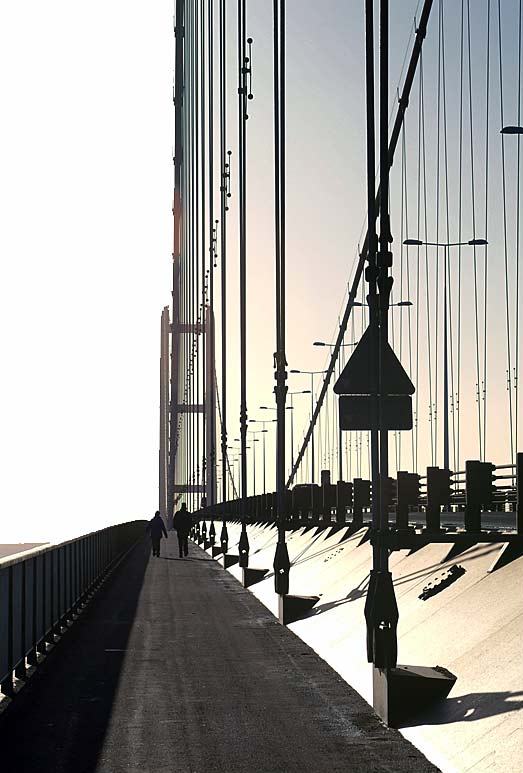
View from the eastern walkway
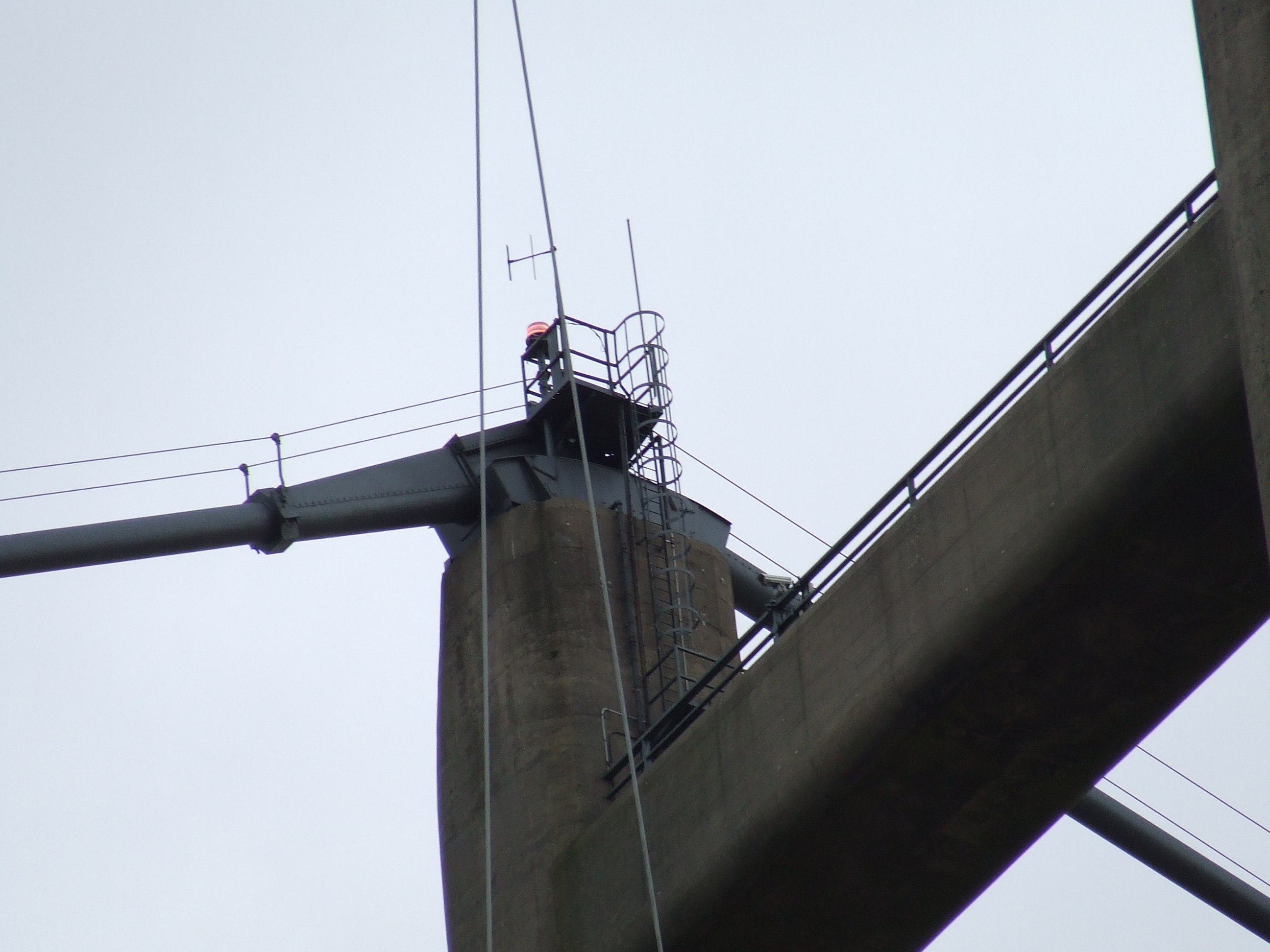
Close up of a bridge tower
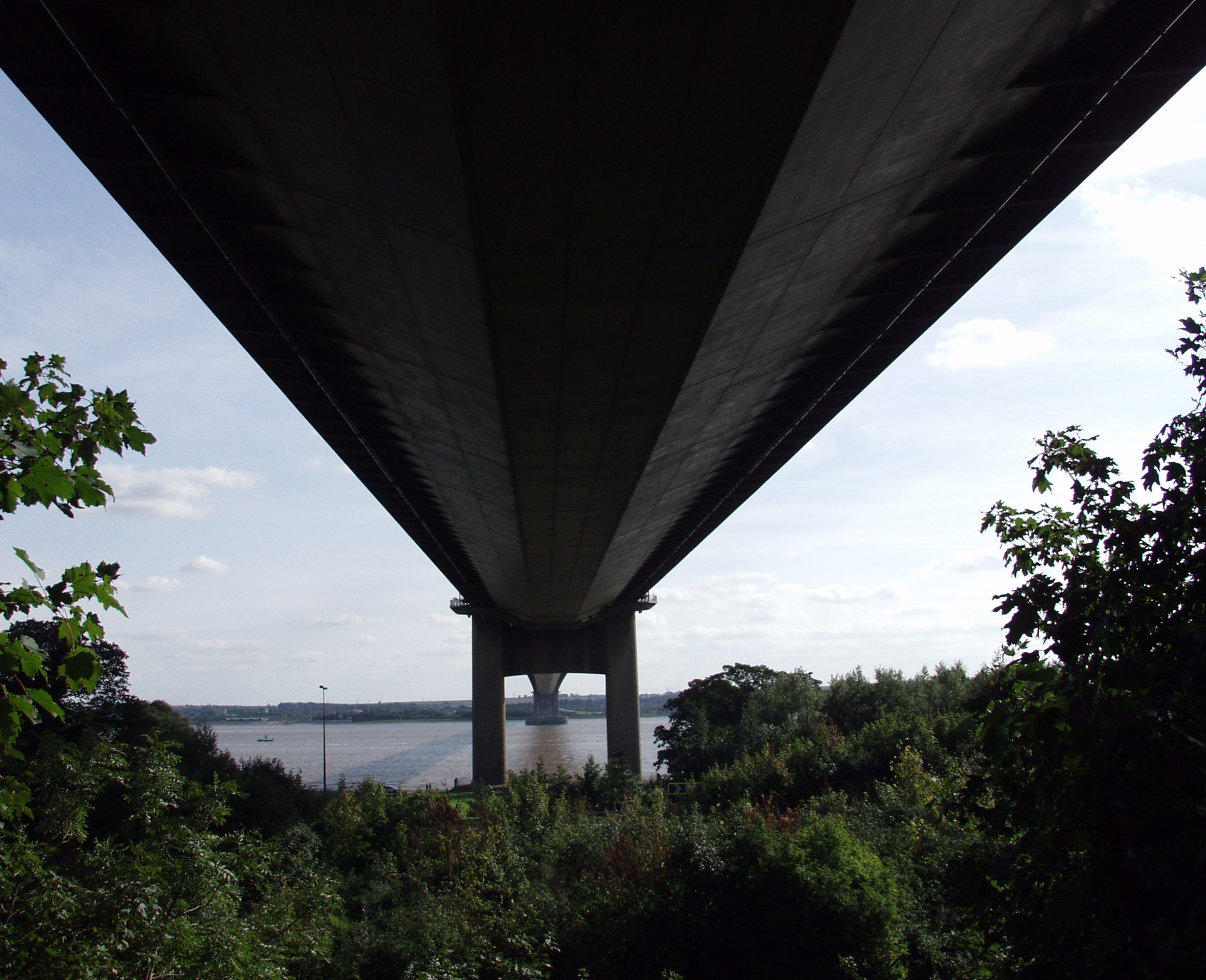
View from below the Humber Bridge towers taken from north bank
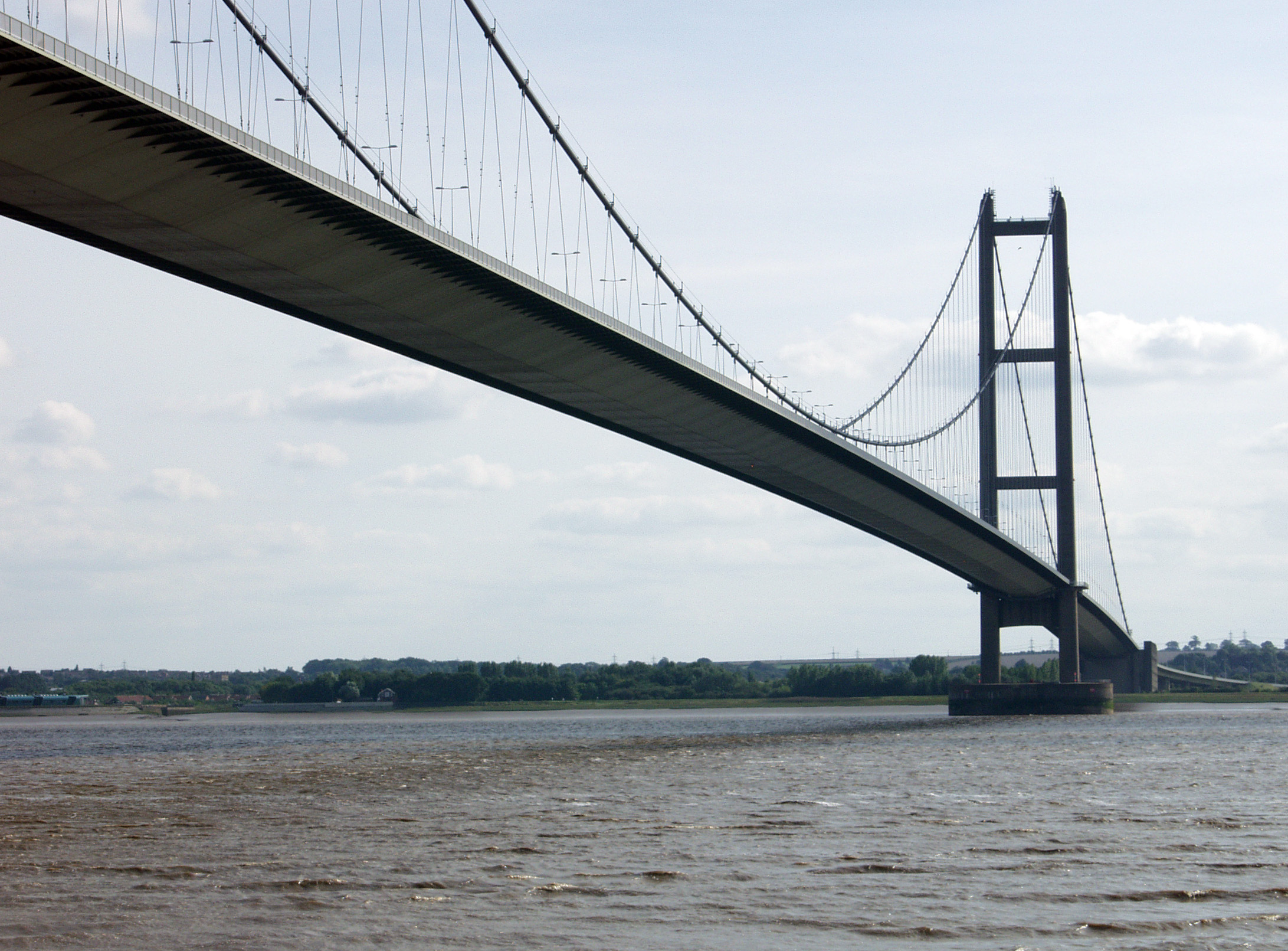
View from north bank west side
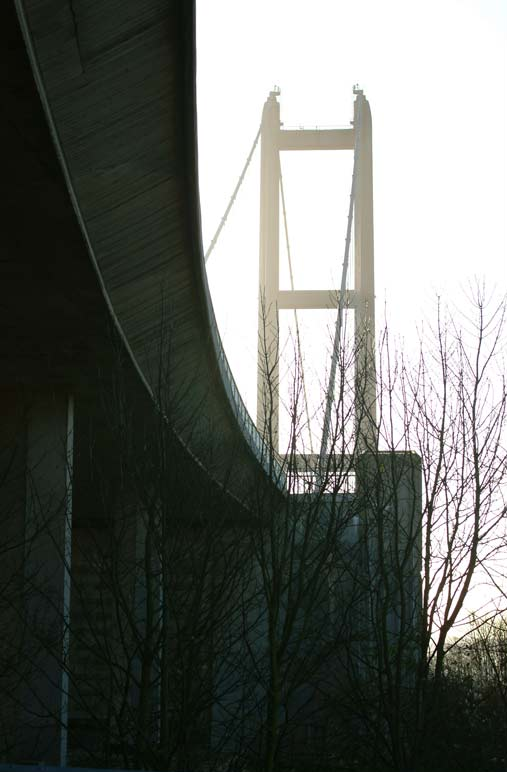
View from the north bank under the road
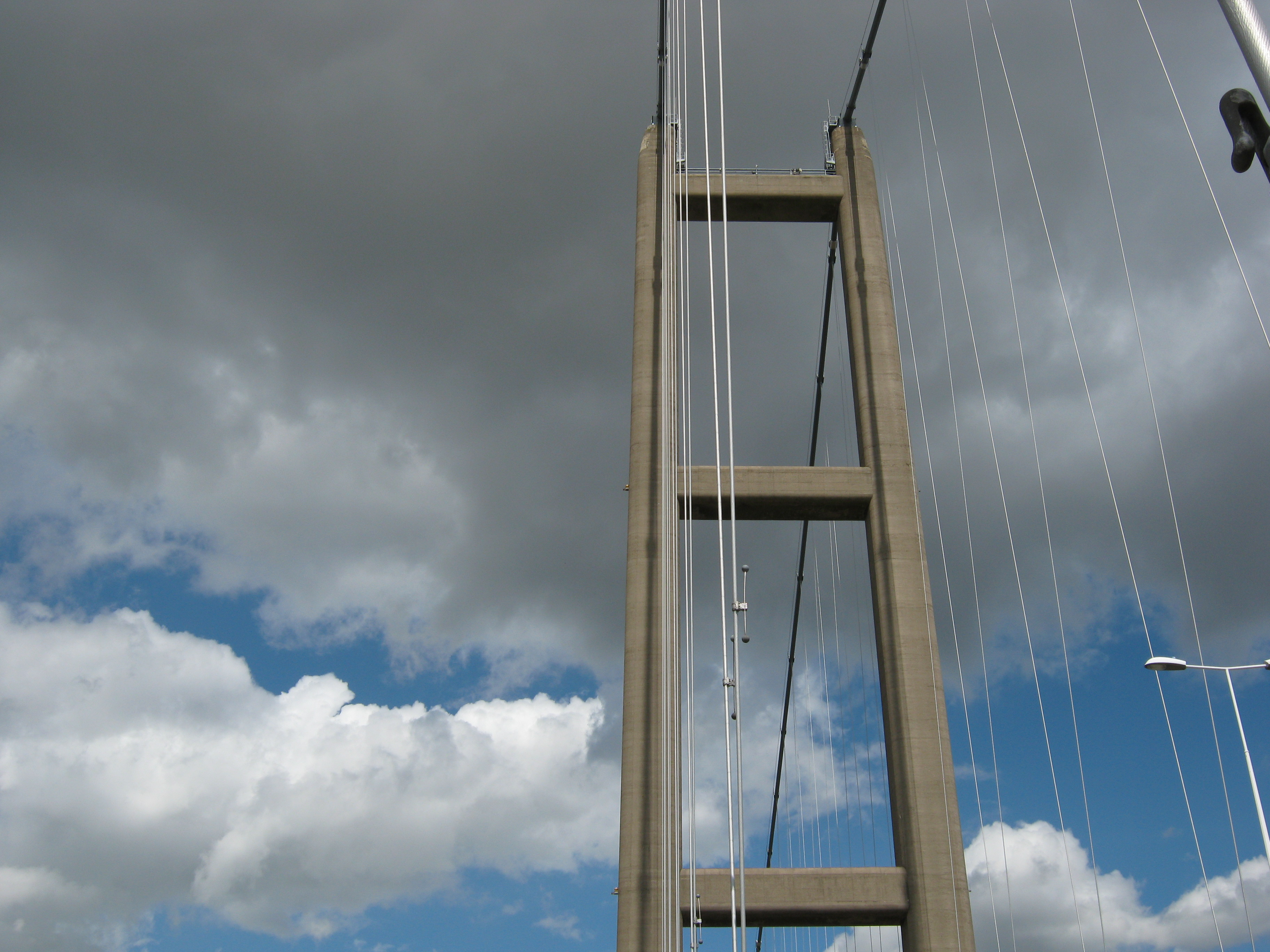
Humber Bridge Tower
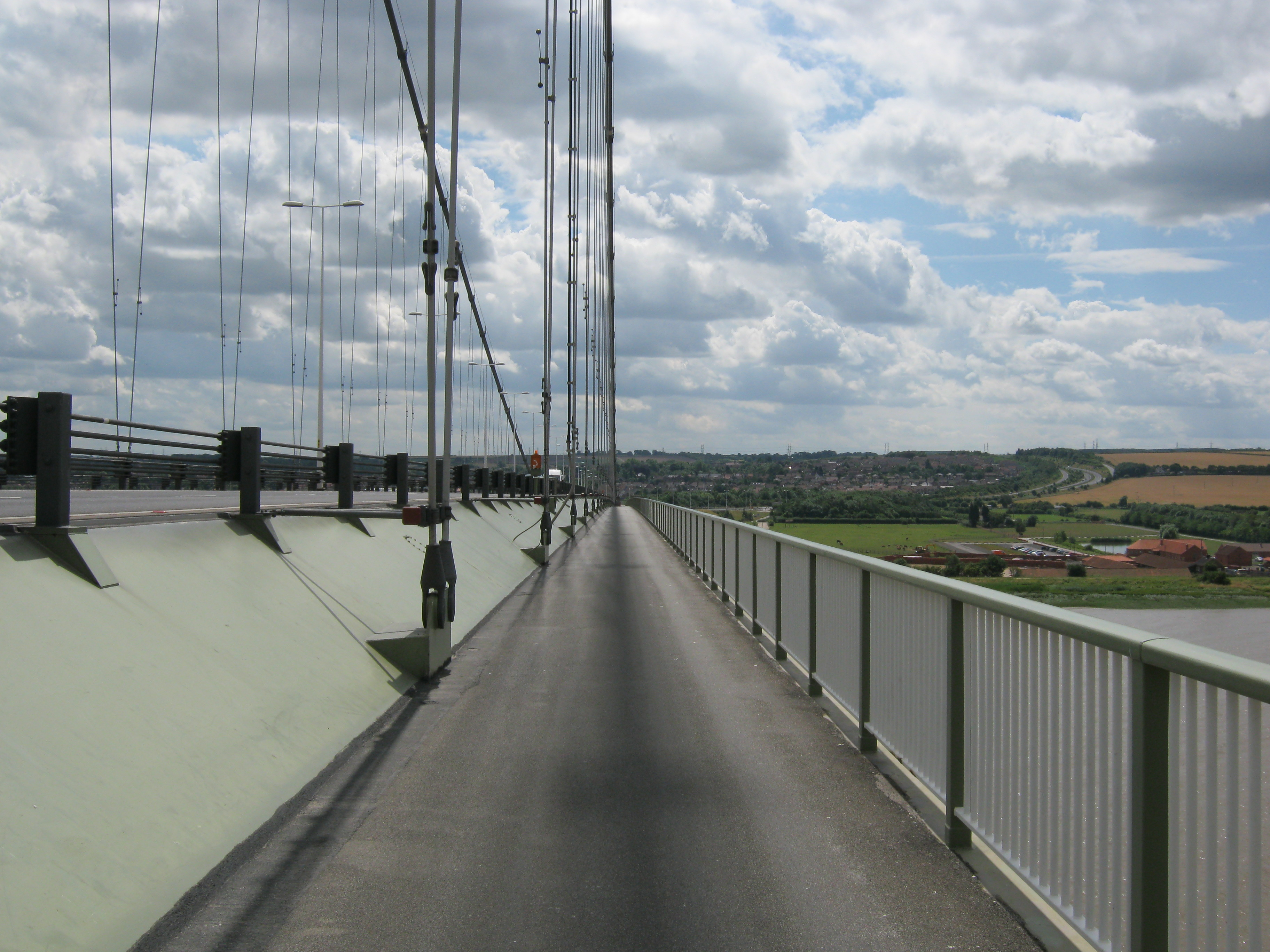
Humber Bridge Walkway